# Скарбро-Вест (Західна Вірджинія)
Скарбро-Вест (англ. Scarbro) — переписна місцевість (CDP) в США, в окрузі Фаєтт штату Західна Вірджинія. Населення — 461 особа (2020).

## Географія
Скарбро-Вест розташоване за координатами 37°57′4″ пн. ш. 81°10′14″ зх. д. / 37.95111° пн. ш. 81.17056° зх. д. (37.951078, -81.170611).  За даними Бюро перепису населення США в 2010 році переписна місцевість мала площу 1,76 км², з яких 1,76 км² — суходіл та 0,00 км² — водойми.

## Демографія
Згідно з переписом 2010 року, у переписній місцевості мешкало 486 осіб у 193 домогосподарствах у складі 136 родин. Густота населення становила 276 осіб/км².  Було 210 помешкань (119/км²).
Расовий склад населення:
| - 95,7 % — білих - 2,1 % — чорних або афроамериканців |

До двох чи більше рас належало 2,1 %. Частка іспаномовних становила 0,4 % від усіх жителів.
За віковим діапазоном населення розподілялося таким чином: 23,3 % — особи молодші 18 років, 63,9 % — особи у віці 18—64 років, 12,8 % — особи у віці 65 років та старші. Медіана віку мешканця становила 40,7 року. На 100 осіб жіночої статі у переписній місцевості припадало 93,6 чоловіків;  на 100 жінок у віці від 18 років та старших — 92,3 чоловіків також старших 18 років.
Середній дохід на одне домашнє господарство  становив 33 960 доларів США (медіана — 30 050), а середній дохід на одну сім'ю — 37 141 долар (медіана — 31 400). За межею бідності перебувало 19,1 % осіб, у тому числі 14,8 % дітей у віці до 18 років та 14,0 % осіб у віці 65 років та старших.
Цивільне працевлаштоване населення становило 200 осіб. Основні галузі зайнятості: сільське господарство, лісництво, риболовля — 22,0 %, мистецтво, розваги та відпочинок — 20,5 %, освіта, охорона здоров'я та соціальна допомога — 14,0 %, науковці, спеціалісти, менеджери — 12,5 %.